# Fischerbach
Fischerbach település Németországban, azon belül Baden-Württembergben. Lakosainak száma 1746 fő (2023. december 31.).

## Történelme
Fischerbach először egy 1139-ben került említésre, amikor is a területet és a hozzá tartozott Martinshofot Friedrich és Arnold von Wolfach az Alpirsbachi kolostornak adományozta. Nevét a Kinzig folyó egyik mellékpatakjáról kapta, aminek forrása a Brandenkopf-hegységhez tartozó Nillhöfében található. A falu később részben a gengenbachi kolostorhoz és a von Wolfach családhoz tartozott, utána a Fürstenberg-ház tulajdonába került. 1806-ban csatolták Baden tartományhoz, 1939-től pedig Wolfach járáshoz tartozott annak 1973-as megszűnéséig, ekkor az újonnan alakult Ortenau járásba olvadt bele.

## Népesség
A település népessége az elmúlt években az alábbi módon változott:
| Lakosok száma | 1015 | 1076 | 1495 | 1544 | 1490 | 1630 | 1652 | 1692 | 1680 | 1746 |
|               | 1961 | 1967 | 1974 | 1980 | 1987 | 1993 | 2000 | 2006 | 2013 | 2023 |

## Nevezetes lakosok
- Fritz Ullmann (1916–2011), vállalkozó és mecénás, az uma Schreibgeräte golyóstollgyártó vállalat alapítója, a Német Szövetségi Köztársaság Érdemrendjének birtokosa[3]

## Fordítás
Ez a szócikk részben vagy egészben  a   Fischerbach című német Wikipédia-szócikk fordításán alapul.  Az eredeti cikk szerkesztőit annak laptörténete sorolja fel. Ez a jelzés csupán a megfogalmazás eredetét és a szerzői jogokat jelzi, nem szolgál a cikkben szereplő információk forrásmegjelöléseként.